# جينتا ماتسوؤو
جينتا ماتسوؤو (باليابانية: 松尾 元太) (26 مايو 1986 في شيغا في اليابان – )؛ هو لاعب كرة قدم كان يلعب كمدافع.

## وصلات خارجية
- جينتا ماتسوؤو على موقع قاعدة بيانات كرة القدم.إي يو (الإنجليزية)
- جينتا ماتسوؤو على موقع Soccerway.com (الإنجليزية)
- جينتا ماتسوؤو على موقع عالم كرة القدم.نت (الإنجليزية)